# Gianfranco Pannone
Gianfranco Pannone (* 1963 in Neapel) ist ein italienischer Dokumentarfilmer und Filmregisseur.
Pannone legte sein Diplom am Centro Sperimentale di Cinematografia ab und lehrte anschließend im Regiefach an der „Nuova Università del Cinema“; derweil assistierte er bei Theaterproduktionen. Seit den frühen 1990er Jahren widmete er sich dem Dokumentarfilm und legte mit der Trilogie um den amerikanischen Traum in Italien (Piccola America, 1992; Lettere dall'America, 1995; L'America a Roma, 1998) eine umfassende Arbeit über die Glanzzeiten des Italowesterns vor. Neben einigen Arbeiten für das Fernsehen waren Pomodori, eine Suche nach der italienischen Identität, sowie der auch von Politikern diskutierte Il sol dell'avvenire über die Roten Brigaden weitere bemerkenswerte Arbeiten. Sein Film von 2012, Scorie in libertà, beschäftigt sich mit der Nuklearenergie in Italien.
2004 drehte Pannone seinen einzigen Spielfilm, Io che amo solo te.

## Filmografie (Auswahl)
- 2004: Io che amo solo te